# Sergij
Sergij je moško osebno ime.

## Izvor imena
Ime Sergij je različica imena Sergej.

## Pogostost imena
Po podatkih Statističnega urada Republike Slovenije je bilo na dan 31. decembra 2007 v Sloveniji število moških oseb z imenom Sergij: 141.

## Osebni praznik
V našem koledarju z izborom svetniških imen, udomačenih med Slovenci in njihovimi godovnimi dnevi po novem bogoslužnem koledarju je ime Sergij zapisano 3 krat. Pregled godovnih dni v katerih godujejo še osebe katerih imena nastopajo kot različica navedenega imena.
- 24. februar, Sergij, mučenec
- 25. september, Sergij Radoneški, menih († 25. sep. 1397)
- 7. oktober, Sergij, mučenec